# أليكس بورغ
أليكس بورغ (بالإنجليزية: Alex Borg) هو لاعب سنوكر مالطي، ولد في 5 يونيو 1969 في مالطا.

## روابط خارجية
- أليكس بورغ على موقع AZBilliards.com (الإنجليزية)
- أليكس بورغ على موقع CueTracker.net (الإنجليزية)
- أليكس بورغ على موقع بطولة العالم للسنوكر (الإنجليزية)